# Stenopogon loewi
Stenopogon loewi là một loài ruồi trong họ Asilidae. Stenopogon loewi được Joseph & Parui miêu tả năm 1997. Loài này phân bố ở miền Ấn Độ - Mã Lai.